# Er-Töshtük
 (novembre 2022).

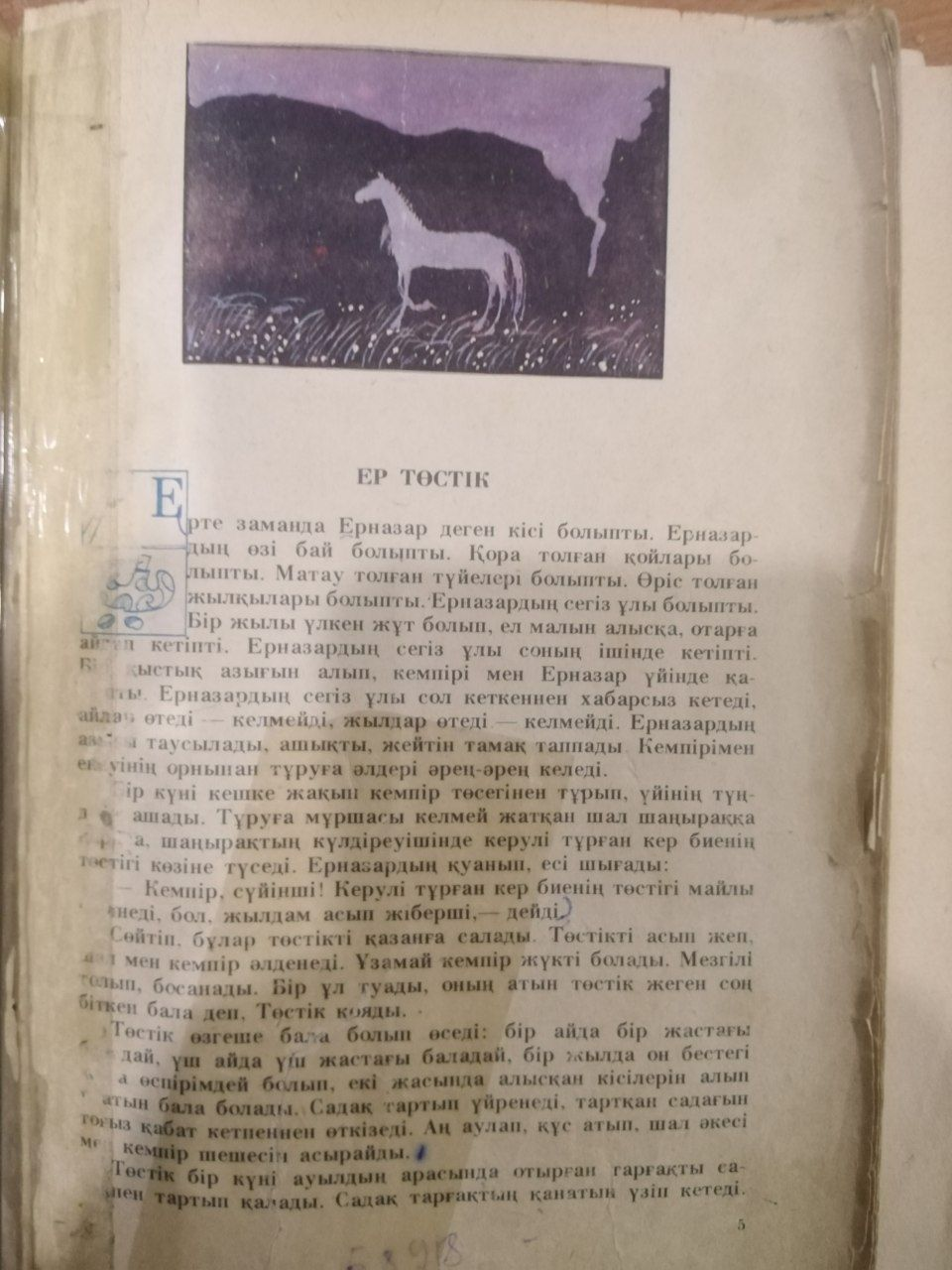
Photo d'e la première page d'une édition kazakh de l'histoire d'Er-Töshtük

Er-Töshtük (aussi transcrit Tostuk ou Tostik) est une épopée de la mythologie turque, originaire d’Asie centrale, du Kirghizistan et du Kazakhstan.

## Légende
Cette épopée met en scène le héros Töshtük. L’un des passages célèbres raconte qu’un Simorgh se perche sur l’Arbre de vie, et qu'un conflit s’ensuit avec le dragon gardien de l’Arbre qui mange son petit. Le héros Töshtük intervient et tue le dragon. Simorgh se méprend de la menace et avale le héros. Lorsqu'il apprend enfin la vérité des évènements, le Simorgh recrache Töshtük et crée un jeune homme au moyen de l'énergie vitale fournie par l'Arbre de vie. Les faits et le thème d’Er-Töshtük sont traités dans les ouvrages du monde médiévale des périodes timurides et turkmènes des XIVe et XVe siècles, dont les albums de Yakub Bey.

## Postérité
En 2009 la pièce de théâtre Er Toshtuk est créée par Virlana Tkacz.
En 2013 le film d'animation Er Tostik and the Dragon est produit par KazakhFilm.
En 2017 le Kirghizistan édite un bloc de quatre timbres-poste sur ce thème.
En 2021 le groupe Quazcomics édite un EP intitulé TOCTиK.